# Linux Standard Base

Linux Standard Base pentru programe compilate

Linux Standard Base (LSB) este un proiect comun al mai multor distribuții Linux înființat în 2001 de organizația Linux Foundation, pentru a standardiza structura sistemului software, inclusiv ierarhia sistemelor de fișiere utilizate în sistemul de operare Linux. LSB se bazează pe specificațiile POSIX, Single UNIX Specification (SUS) și alte câteva standarde deschise. Proiectul LSB este ghidat de Free Standards Group, o organizație non-profit care promovează dezvoltarea de standarde opensource pentru programe și platforme de operare. Cea mai recentă ediție a specificației LSB este 5.0.
Standardul LSB acceptă arhitecturile IA-32, IA-64, PowerPC 32-bit, PowerPC 64-bit, Linux on IBM Z (IBM System/390, IBM System/390X) și X86-64.
Scopul LSB este de a dezvolta și promova un set de standarde deschise care vor spori compatibilitatea între distribuțiile Linux și permit aplicațiilor software să ruleze pe orice sistem compatibil chiar și în formă binară. În plus, LSB contribuie la coordonarea eforturilor de a recruta furnizori de software pentru porturi și de a dezvolta produse pentru sistemele de operare Linux.

## Versiuni
- 1.0 (2001)

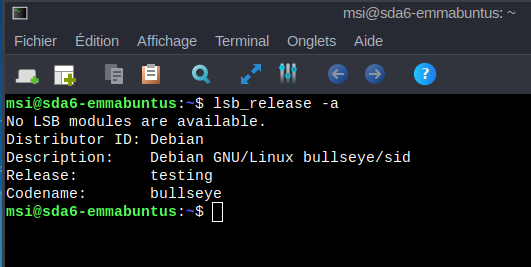
LSB output într-un terminal

- 1.1 (ianuarie 2002): include specificații hardware IA-32.
- 1.2 (iunie 2002): specificații pentru PowerPC 32-bit.
- 1.2.1 (octombrie 2002): se adaugă arhitectura IA-64 (Itanium).
- 1.3 (decembrie 2002): specificații hardware adăugate (Itanium, Enterprise System Architecture/390, z/Architecture).
- 2.0 (august 2004): LSB este divizat în LSB-Core, LSB-CXX, LSB-Graphics, LSB-I18n; s-au adăugat specificațiile hardware (PowerPC 64-bit, AMD64); sincronizare cu Single UNIX Specification v3.
- 2.0.1 (octombrie 2004): versiunea ISO LSB 2.0
- 2.1 (martie 2005).
- 3.0 (iulie 2005): GNU C Library v 2.3.4, C ++ ABI a fost schimbat la cel utilizat în gcc 3.4, actualizare la ISO POSIX (2003).
- 3.1 (octombrie 2005): versiune definită ca ISO/IEC 23360.
- 3.2 (ianuarie 2008)
- 4.0 (noiembrie 2008): glibc v2.4; compatibilitate binară cu LSB 3.x; facilități pentru SDK; suport pentru versiunile noi GTK și Cairo; java; dezvoltare mai simplă de pachete RPM compatibile cu LSB;
- 4.1 (februarie 2011): suport java eliminat; acoperire multimedia (ALSA), securitate (NSS); actualizarea bibliotecile GTK+, Cairo și CUPS
- 5.0 (iunie 2015): actualizarea versiunilor de biblioteci; suport pentru SANE, libncursesw, libtiff, libxslt și XCB API pentru X11; eliminat Qt3.[5][6]

## Standarde ISO LSB
LSB este înregistrat ca standard oficial Linux Standard Base core specification 3.1 pentru GNU/Linux. Principalele părți ale acestuia sunt:
- ISO/IEC 23360-1:2006 - Partea 1: Specificație generică
- ISO/IEC 23360-2:2006 - Partea 2: Specificații IA-32
- ISO/IEC 23360-3:2006 - Partea 3: Specificații IA-64
- ISO/IEC 23360-4:2006 - Partea 4: Specificații AMD64
- ISO/IEC 23360-5:2006 - Partea 5: Specificații PPC32
- ISO/IEC 23360-6:2006 - Partea 6: Specificații PPC64
- ISO/IEC 23360-7:2006 - Partea 7: Specificații S390
- ISO/IEC 23360-8:2006 - Partea 8: Specificații S390X[7]